# Усоос
Усоос — бог-мореплавець і бог-мисливець в фінікійській міфології, засновник знаменитого стародавнього міста Тір (на території сучасного Лівана). Згадується в працях фінікійського історика Філона Біблського.
Існує дві версії заснування Усоосом міста: по першій, Усоос підплив до острова на колоді і поставив два ментра, окропивши їх кров'ю жертовних тварин. За іншою версією, на острові були дві скелі, а між ними — маслина, на якій сидів орел. Острів плавав по хвилях і повинен був зупинитися, коли хто-небудь припливе до нього і принесе в жертву орла — що і зробив мореплавець Усоос, після чого острів прикріпився до дна.